# Galium radulifolium
Galium radulifolium är en måreväxtart som beskrevs av Friedrich Ehrendorfer och Schönb.-tem.. Galium radulifolium ingår i släktet måror, och familjen måreväxter. Inga underarter finns listade i Catalogue of Life.